# 大舘政重
大舘 政重（おおだち まさしげ）は、室町時代後期（戦国時代）の武将。大舘教幸の子。従兄弟に武家故実家として知られる大舘尚氏がいる。

## 生涯
大舘氏は代々、室町幕府奉公衆の五番衆番頭を務めた家柄。政重は、宝徳2年（1450年）11月17日に父・教幸が31歳で急死した翌日に誕生した（「大館持房行状」）。応仁元年、祖父持房の後見を受けて8代将軍足利義政に出仕し、義政が隠居後、東山に居を移した際には、これに従った。政重は義政の御供衆であり申次であった（「宗五大草紙」）ため、長享元年の将軍・義尚の六角高頼征伐（長享・延徳の乱）の際には、番衆から離れ、大御所の義政に近侍した（「長享元年 九月十二日常徳院殿樣江州御動座當時左陣衆着到」）。
延徳3年（1491年）の将軍・義材の六角高頼征伐（長享・延徳の乱）には、五番衆番頭として参加（「蔭涼軒日録」延徳3年8月27日条）。延徳4年（1492年）7月までに陸奥守に任じられる（「蔭涼軒日録」延徳4年7月4日条、および「長禄二年以来申次記」）。明応6年（1497年）3月26日に従四位下に昇る（「歴名土代」）。永正2年（1505年）4月8日没（「実隆公記」）。